# Быть человеком (фильм, 1994)
«Быть человеком» (англ. Being Human) — художественный фильм совместного британско-японского производства, режиссёра Билла Форсайта 1994 года.

## Сюжет
Фильм изображает путешествие одной человеческой души (в исполнении Уильямса) сквозь ряд инкарнаций. Персонаж Уильямса — единственное связующее звено в веренице событий, отражающих историю человечества на Земле.
Авторская попытка режиссёра и сценариста Билла Форсайта показать визуальными средствами всю будничность жизни на протяжении веков. «Быть человеком» нарочито медленно иллюстрирует сколь однообразной порой бывает жизнь. Структура фильма зиждется на единственном виньеточном образе человека (в сущности, как минимум четырёх разных людей с одной и той же душой), ведущем одни и те же взаимоотношения и совершающем одинаковые ошибки всю свою жизнь.
В первой инкарнации это античный человек, его семью забирают похитители из-за его трусости и нерешительности. Напоследок жена бросает: «Не потеряй своих детей!».
Во втором воплощении — это раб Гектор в Древнем Риме, служащий сумасбродному господину, который утратил своё богатство, принужден должниками к самоубийству и приказавшему Гектору последовать его примеру. Гектор давно мечтал обрести свободу и найти своих жену и детей, что были у него до порабощения, но влюбляется в другую рабыню и забывает о своей семье.
В третьем случае — это шотландский крестоносец, возвращающийся домой к своим детям. Его господин из римской жизни теперь тоже крестоносец, пытающийся решить становиться ему священником или нет, в то время как они путешествуют вместе. Их совместный путь длится до тех пор, пока Гектор не встречает свою подругу сердца из римской жизни. В этой инкарнации она — вдова, желающая, чтобы Гектор стал членом её семьи, но его сковывает бремя ответственности перед собственными детьми в Шотландии.
В своём четвёртом образе Гектор наконец противостоит своей малодушной нерешительности, что повторяется в его жизнях. На этот раз он — португалец эпохи Ренессанса, потерпевший кораблекрушение на побережье Африки. Теперь он хозяин своей жизни, его жена из кельтского периода — отвергнутая любовница и жертва той же катастрофы, а участник налёта и её похититель из кельтской серии ныне её преданный друг.
В последней, пятой, инкарнации он — современный человек из Нью-Йорка, расплачивающийся за последствия своей нерешительности и получающий взамен возможность обрести детей, утраченных в прошлых жизнях. В этой жизни его сопровождают его хозяин/раб/друг, бывшая жена/любовница и её муж/похититель, теперь в качестве таких же людей, ищущих свой жизненный путь, как и в предшествовавших воплощениях.

## В ролях
| Актёр             | Роль                 |
| ----------------- | -------------------- |
| Робин Уильямс     | Гектор               |
| Джон Туртурро     | Люцинний             |
| Билл Найи         | Юлиан                |
| Винсент Д’Онофрио | священник            |
| Роберт Карлайл    | доисторический шаман |
| Саймон Макбёрни   | Гермес               |
| Гектор Элизондо   | Дом Пауло            |
| Уильям Мэйси      | Борис                |
| Анна Гальена      | Беатриче             |
| Джонатан Хайд     | Франциско            |
| Тереза Расселл    | рассказчик           |
| Юэн Макгрегор     | Альварес             |
| Келли Хантер      | Дейдире              |
| Тони Карран       | похититель           |
| Пол Хиггинс       | солдат               |

Тони Карран и Юэн Макгрегор сыграли в этом фильме свои дебютные роли на большом экране.